# Liste der Flughäfen in Brunei

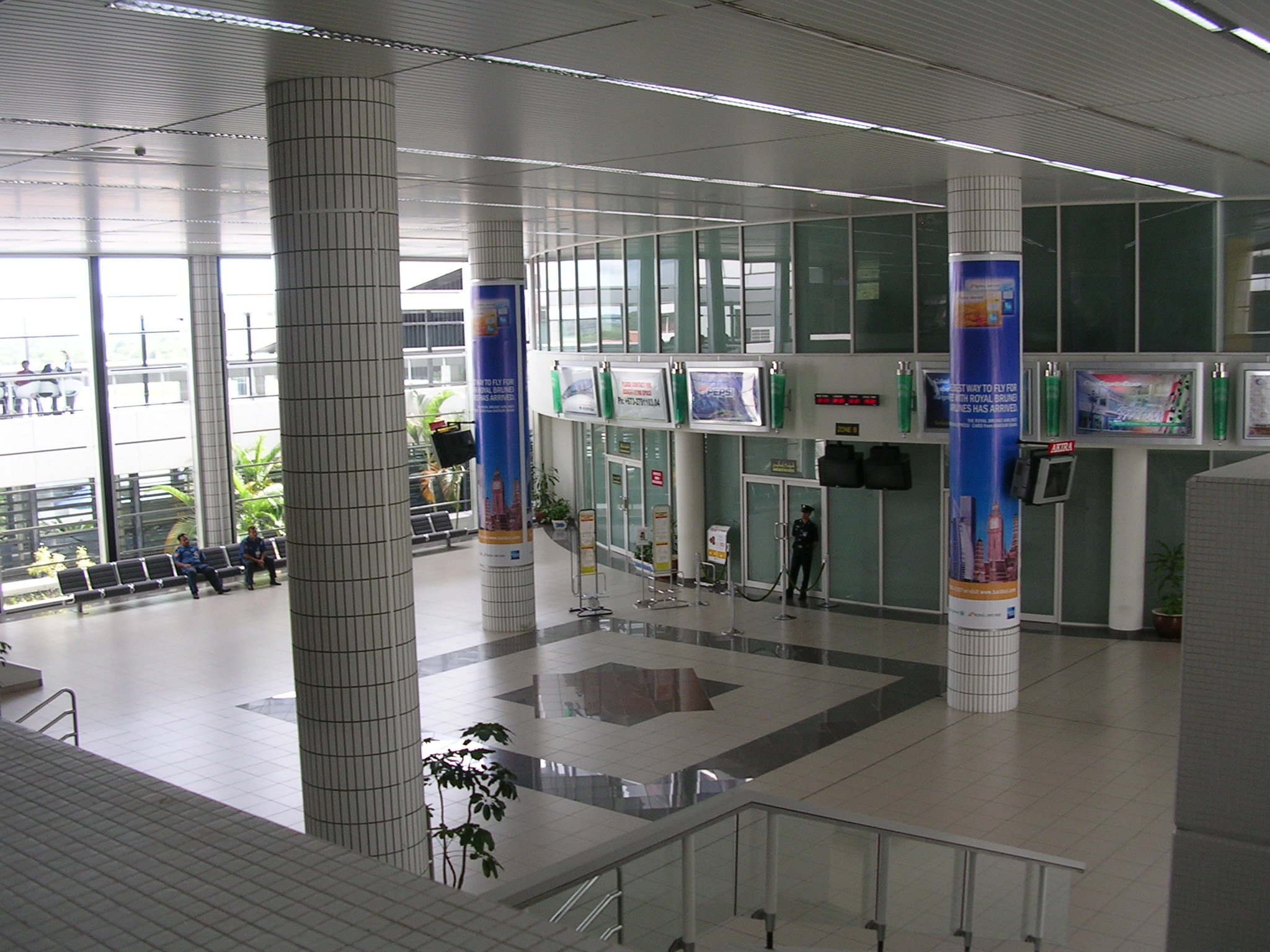
Innenansicht Brunei International Airport

Dies ist die Liste der Flughäfen in Brunei.
| Stadt               | IATA-Code | ICAO-Code | Name des Flughafens |
| ------------------- | --------- | --------- | ------------------- |
| Bandar Seri Begawan | BWN       | WBSB      | Flughafen Brunei    |
| Seria               | —         | WBAK      | Flugplatz Anduki    |